# 斯普林希爾 (堪薩斯州)
斯普林希爾（英語：Spring Hills）是一個位於美國堪薩斯州約翰遜縣和邁阿密縣的城市。

## 地方資料
根據2020年美國人口普查的數據，斯普林希爾的面積為23.01平方千米，當中陸地面積為22.72平方千米，而水域面積為0.29平方千米。當地共有人口7952人，而人口密度為每平方千米345.59人。